# Sielsowiet Nowy Dwór (obwód miński)
Sielsowiet Nowy Dwór (biał. Навадворскі сельсавет, ros. Новодворский сельсовет) – sielsowiet na Białorusi, w obwodzie mińskim, w rejonie mińskim. Od północy graniczy z Mińskiem.

## Miejscowości
- agromiasteczka:
  - Hatawa
  - Nowy Dwór
- wsie:
  - Cesino
  - Dubki
  - Dzierhaje
  - Jelnica
  - Klimowicze
  - Koraliszczewicze
  - Macewicze
  - Osiejówka
  - Paszkiewicze
  - Podłosie
  - Szabany
  - Wielki Scyklew
  - Wielki Trościeniec